# Chapelle de l'hôpital Sainte-Marie de Villepinte
La chapelle de l'hôpital Sainte-Marie de Villepinte, est une chapelle de Seine-Saint-Denis affectée au culte catholique.

## Histoire
Le bâtiment est construit de 1890 à 1892 en prolongement du pavillon des Tourelles, dans l'enceinte du sanatorium. 

## Description
L'église occupe le premier étage du pavillon où elle est construite. Elle reçoit un clocher légèrement saillant.